# Frédérique Massat
Pour les articles homonymes, voir Massat (homonymie).
Frédérique Massat, née le 14 janvier 1964  à Toulouse (Haute-Garonne), est une femme politique française.
Membre du Parti socialiste depuis 1983, elle est députée de la 1re circonscription de l'Ariège de 2007 à 2017. Elle préside la commission des Affaires économiques de 2015 à 2017, devenant la première femme à accéder à ce poste.

## Biographie
Frédérique Massat est élue députée de la 1re circonscription de l'Ariège le 20 juin 2007. Elle est la fille de René Massat, ancien député socialiste de la deuxième circonscription de l'Ariège de 1985 à 1986 et de 1988 à 1993.
Diplômée de lettres modernes et de Droit public, elle commence sa carrière dans la fonction publique territoriale.

### Engagement politique local
Elle entre au conseil municipal de Foix en 1989 à l'âge de 25 ans. Elle devient maire-adjointe en 2001, avant d'accéder au poste de première adjointe au maire après les élections de 2008.
En 2004, elle entre au Conseil régional de Midi-Pyrénées, dont elle devient la vice-présidente. Elle y est chargée de l'environnement et du développement durable. Elle démissionne en 2007 lors de son élection à l'Assemblée nationale, et sa délégation est reprise par l'élu socialiste ariégeois Marc Carballido.
Après 23 ans au sein de la municipalité de Foix, elle démissionne de son mandat de conseillère municipale en juillet 2012 pour remplacer Jean Noël Fondère, décédé, au Conseil général de l'Ariège. 
Elle est conseillère générale du Canton de Foix-Ville du 28 juin 2012 au 29 mars 2015.
Le 17 février 2017, lors d'une séance de loi a l'hémicycle a l'Assemblée nationale, elle annonce qu'elle ne se représentera pas a un nouveau mandat de député.

### Députée à l'Assemblée nationale

#### XIIIelégislature
Elle est élue au second tour le 17 juin 2007 en battant Jacqueline Rouge (UMP) avec 65,91 % des suffrages, succédant ainsi à Augustin Bonrepaux (PS) qui ne se représentait pas. 

#### XIVelégislature
Elle est réélue dès le premier tour le 10 juin 2012 avec 51,69 % des suffrages exprimés. Après le départ de François Brottes pour devenir président de Réseau de transport d'électricité en 2015, elle lui succède à la présidence de la commission des Affaires économiques, devenant la première femme à occuper ce poste. Elle indique vouloir poursuivre dans la lignée de son prédécesseur, bien que ses collègues de la commission se soient parfois plaints « de cadences un peu infernales ».
Elle est une des députées les plus actives de l'Assemblée nationale et remarquée par la presse pour son assiduité puisqu'elle est la deuxième députée la plus présente en commission pour la session 2013-2014.
Elle est membre de la commission spéciale pour l'examen du projet de loi relatif à la transition énergétique pour la croissance verte.
Elle est présidente du groupe d'amitié France-Colombie et accompagne à cet effet le Premier ministre  lors de sa visite officielle en juin 2015. Elle est vice-présidente du groupe d'études Énergies et membre des groupes Élevage, Langues Régionales, Montagne, Politiques de la ruralité et Aménagement du territoire.
Elle décide de ne pas se représenter lors des élections législatives de 2017, appelant au « renouvellement ».

##### Conseil Supérieur de l’Énergie
Le 3 janvier 2013, elle est nommée vice-présidente du Conseil Supérieur de l’Énergie. 

##### Proposition de loi régulant les activités des moniteurs de ski
En novembre 2013, Frédérique Massat dépose à l'Assemblée nationale une proposition de loi visant à réguler les activités des moniteurs de ski. Le texte, repris par le groupe socialiste et adopté à l'unanimité par l'Assemblée nationale vise à favoriser la réduction de l'activité des moniteurs de ski les plus âgés afin de permettre aux plus jeunes de travailler. 

##### Bornes de recharge des véhicules électriques
Frédérique Massat est l'auteure et la rapporteure de la proposition de loi facilitant le déploiement d'un réseau d'infrastructures de recharge de véhicules électriques sur l'espace public. En amont du texte sur la transition énergétique, la proposition de loi prévoit que les opérateurs chargés de déployer un réseau de bornes de recharge de véhicules électriques sur le domaine public, et s'inscrivant dans un projet de dimension nationale, seront exonérés du paiement de la redevance d'occupation du domaine public. 

##### Rapport  sur les contrôles dans l'agriculture
Le 19 juin 2015, elle remet à Manuel Valls un rapport sur les contrôles dans l'agriculture. Ce rapport part d'un constat : les contrôles sur place sont parfois mal vécus par les agriculteurs. Tout en réaffirmant la légitimité de ces contrôles, le rapport s'attache à proposer des solutions afin de remédier au mal-être qui les caractérise et d'apaiser le dialogue entre les protagonistes.
Lors de la crise de l'élevage en juillet 2015, les recommandations de son rapport sur la mise en œuvre des contrôles de l’État dans les exploitations agricoles sont reprises par le gouvernement dans le plan de soutien à l'élevage français.

##### Loi de prolongation de l'état d'urgence
À la suite des attentats du 13 novembre 2015 à Paris, elle co-signe dans le cadre de la loi de prolongation de l'état d'urgence un amendement présenté par la députée de Paris Sandrine Mazetier visant, contre l'avis du gouvernement, à rétablir la censure sur la presse, la radio, le cinéma et le théâtre.

##### Proposition de loi portant adaptation du code minier au droit de l'environnement
Fin septembre 2016, elle fait partie des députés socialistes qui déposent à l'Assemblée nationale la proposition de loi n°4043 "portant adaptation du code minier au droit de l’environnement", qui  facilite l’exploitation du sous-sol et complique les recours contre celle-ci. Cette proposition de loi est retirée le 18 novembre 2016 mais pourrait être déposée sous une autre forme d'ici la fin de la mandature.

### Présidence de l'ANEM
Le 26 octobre 2012, elle est élue présidente de l’Association nationale des élus de la montagne (ANEM). C'est la première fois qu'une femme accède à cette fonction.
À la tête de l'ANEM, Frédérique Massat plaide pour une actualisation de la loi montagne de 1985. 
Laurent Wauquiez lui a succédé à la Présidence en octobre 2014.

## Synthèse des mandats et fonctions
- Assemblée nationale : Députée de la première circonscription de l'Ariège du 20 juin 2007 au 20 juin 2017
- Conseil Général de l'Ariège : Conseillère générale du canton de Foix-Ville du 28 juin 2012 au 29 mars 2015[27]
- Conseil régional de Midi-Pyrénées : Vice-présidente du 29 mars 2004 au 15 juillet 2007
- Commune de Foix : Adjointe au maire du 18 mars 2001 au 12 juillet 2012